# Mark Farrington
Mark Farrington (* 15. Juni 1965) ist ein ehemaliger englischer Fußballspieler.
Er spielte in seiner Jugend beim FC Everton. Dort erhielt er anschließend keinen Profivertrag. Allerdings konnte er in den drei Finalspielen des FA Youth Cup 1983 mit vier Toren den Gegner Norwich City überzeugen und unterschrieb dort einen Zwei-Jahres-Vertrag.
Sowohl dort als auch bei Cambridge United, wohin Farrington zeitweise ausgeliehen war, konnte er sich nicht durchsetzen. Im Juli 1985 wechselte er zu Cardiff City. Bei den Walisern konnte er zwar sportlich überzeugen, fiel aber abseits des Platzes negativ auf und wurde bereits nach einer Saison aus disziplinarischen Gründen entlassen.
Ab 1986 versuchte Farrington sein Glück bei Willem II Tilburg, mit denen er in der ersten Saison umgehend in die Eredivisie aufstieg und in der folgenden Saison überraschender Vierter wurde. Nach diesen zwei Jahren wechselte er zu KRC Genk, stieg dort aber in die 2. Belgische Liga ab, so dass er nach der Saison zurück in die Niederlande zu Fortuna Sittard wechselte. Bei den Limburgern erzielte er in 30 Einsätzen zehn Tore und wechselte daraufhin zum neuen Bundesligisten Hertha BSC. Obwohl Hertha bereits zur Winterpause abgeschlagen am Tabellenende lag, hatte sich Farrington nicht durchsetzen können, woraufhin er den Verein nach nur einem halben Jahr verließ.
Nach den guten Erfahrungen in Sittard wechselte Farrington erneut nach Holland zum Spitzenklub Feyenoord Rotterdam, das er aber am Ende der Saison und fünf Spielen wieder Richtung England verließ.
Beim Zweitligisten Brighton & Hove Albion spielte er bis 1994, konnte aber auch dort nicht richtig Fuß fassen und brachte es in drei Jahren auf nur 28 Einsätze. Seine Karriere ließ er in der Saison 1994/95 beim unterklassigen Hereford United ausklingen.